# Rezerwat przyrody Brekinie koło Broniszowa
Rezerwat przyrody Brekinie koło Broniszowa – florystyczny rezerwat przyrody położony na terenie gminy Nowogród Bobrzański w powiecie zielonogórskim (województwo lubuskie).

## Powołanie
Obszar chroniony utworzony został 24 grudnia 2024 r. na podstawie Zarządzenia Regionalnego Dyrektora Ochrony Środowiska w Gorzowie Wielkopolskim z dnia 9 grudnia 2024 r. w sprawie uznania za rezerwat przyrody „Brekinie koło Broniszowa” (Dz. Urz. Woj. Lubuskiego z 2024 r., poz. 2939). Powstał w ramach inicjatywy „100 rezerwatów na 100-lecie Lasów Państwowych”. Jego utworzenie postulował Klub Przyrodników.

## Położenie
Rezerwat ma 19,09 ha powierzchni. Leży w obrębie ewidencyjnym Urzuty (około 1 km na wschód od zabudowań tej miejscowości), zaś pod kątem podziału lasów – w nadleśnictwie Nowa Sól, podlegającym pod Regionalną Dyrekcję Lasów Państwowych w Zielonej Górze. Znajduje się w mezoregionie Wzgórza Dalkowskie (w Borach Zielonogórskich), ponadto w całości leży w granicach specjalnego obszaru ochrony siedlisk sieci Natura 2000 Broniszów PLH080033.

## Charakterystyka
Celem ochrony rezerwatowej jest „zachowanie ze względu na szczególne wartości przyrodnicze i naukowe naturalnego stanowiska występowania jarzębu brekinii Sorbus torminalis o znaczeniu ponadregionalnym”. Ze względu na dominujący przedmiot ochrony typ obszaru chronionego określono jako florystyczny, a podtyp – drzew i krzewów, natomiast ze względu na główny typ ekosystemu typ określono jako leśny i borowy, a podtyp –  lasów mieszanych nizinnych. Na terenie obszaru chronionego zidentyfikowano populację 20 starych jarzębów brekinii o dużych obwodach, rozrastającą się o młodsze drzewa. Do innych cennych gatunków zalicza się m.in. wawrzynek wilczełyko.
Według stanu na grudzień 2024 rezerwat nie ma wyznaczonego planu ochrony ani zadań ochronnych. Do zagrożeń dla jego funkcjonowania zalicza się m.in. żerowanie sarn.

## Przypisy

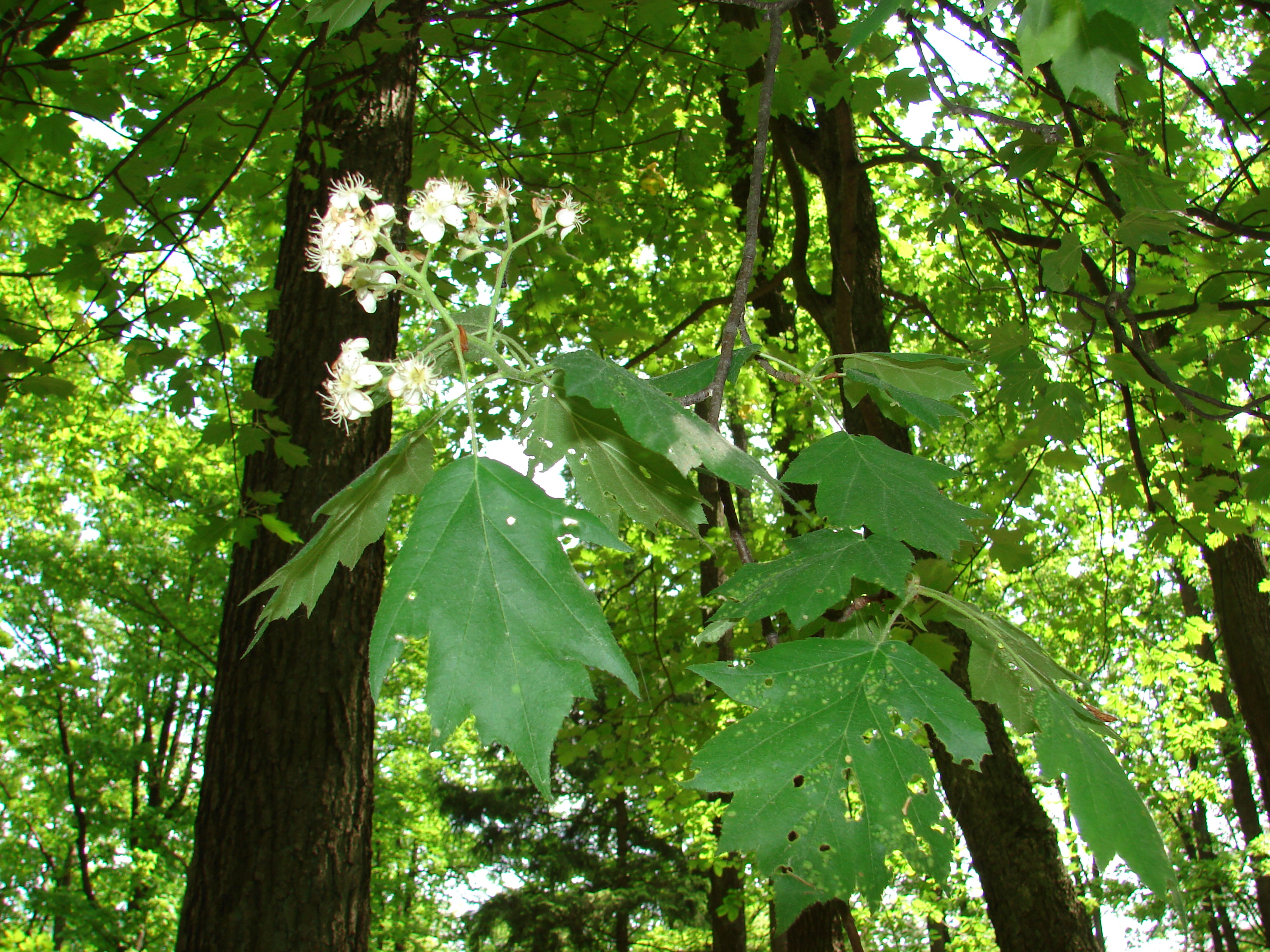
Kwitnący okaz jarzębu brekinii w rezerwacie.